# Lolobo (Vallée du Bandama)
Lolobo  è una città e sottoprefettura della Costa d'Avorio appartenente al dipartimento di Béoumi. Conta una popolazione di 8 880 abitanti (censimento 2014).